# Грігол Вашадзе
Грігол (Григор) Вашадзе (груз. გრიგოლ ვაშაძე; нар. 19 липня 1958) — грузинський державний діяч, дипломат.

## Життєпис
Народився 19 липня 1958 року в Тбілісі, Грузія. У 1981 закінчив Московський державний інститут міжнародних відносин, факультет міжнародних відносин. Володіє іноземними мовами: російською, англійською, португальською, італійською, іспанською та французькою.
З 1981 по 1988 — співробітник відділу міжнародних організацій, згодом відділу космосу і ядерного озброєння МЗС СРСР.
З 1988 по 1990 — навчався в Аспірантурі дипломатичної академії МЗС СРСР.
З 1990 по 2008 — займався бізнесом в Москві та Нью-Йорку, очолював компанію «Georgia Arts Managment і Gregori Vashadze and BR», допомагав дружині відомій грузинській балерині Ніно Ананіашвілі.
З лютого по листопад 2008 — заступник Міністра закордонних справ Грузії.
З листопада по грудень 2008 — Міністр культури та спорту Грузії.
З грудня 2008 по 25 жовтня 2012 — Міністр закордонних справ Грузії.